# الرياضة في ويلز
الرياضة في ويلز تلعب دورًا بارز في الثقافة الويلزية. أكثر الرياضات الشعبية في ويلز هي اتحاد الرغبي وكرة القدم. كما البلدان الأخرى في المملكة المتحدة، تمتع ويلز بتمثيل مستقل لأحداث الرياضة العالمية الكبرى مثل كأس العالم لكرة القدم (الفيفا) وكأس العالم للرغبي، ولكن تتنافس بصفتها جزءًا من منتخب إنجلترا للكريكيت وبريطانيا العظمى في بعض المنافسات الأخرى، بما فيها الألعاب الأولمبية.
يُعد ملعب الألفية أكبر ملعب في ويلز. يقع الملعب في مدينة كارديف، وهو موطن منتخب ويلز الوطني لاتحاد الرغبي بسعة 74,505 متفرجين. كان هذا الملعب الموقعَ المؤقت لنهائيات دوري كرة القدم والرغبي الإنجليزي في أثناء إعادة تطوير ملعب ويميلي. يُعد ملعب مدينة كارديف في الوقت الحالي موطن منتخب ويلز الوطني لكرة القدم.
اتحاد الرياضة في ويلز هو المسؤول عن الرياضة في البلاد.
في 2008/2009، كان لدى مدينة كارديف أعلى نسبة (61%) من السكان المشاركين بانتظام في الأنشطة الرياضية والترفيهية من بين جميع السلطات المحلية الاثنتين والعشرين في ويلز، بينما كان لدى روندا سينون تاف أقل نسبة من المشاركين (24%).

## الرياضات التقليدية والمحلية
تطورت لعبة «كرة القدم القروية» ولعبة «المضرب والكرة» المحليتان في ويلز، وهما تشتركان بتراث كلتيٍّ مع رياضات مماثلة في اسكتلندا، وكورنوال، وأيرلندا.
الكنابان هي شكل قديم من أشكال كرة القدم التي تعود إلى العصور الوسطى، تشبه الرغبي على نحو غامض؛ لُعبت في ويلز حتى عام 1995، وربما كانت رائدةً لاتحاد الرغبي الحديث. نشأت اللعبة في المقاطعات الغربية من ويلز، ولا سيما كارمارثينشاير، وسيرديجيون، وبيمبروكشاير. وفقًا لجورج أوين من هينليز، في كتابه وصف بيمبروكشاير (1603)، كانت لعبة كنابان «شعبية للغاية في بيمبروكشاير منذ العصر القديم [كذا]».
على الرغم من توقف اللعبة، يمكن رؤية إرث اللعبة في بعض الأماكن التي كانت تُلعب فيها سابقًا، مثل «فندق كنابان» في نيوبورت، بيمبروكشاير.
الباندو هي رياضة جماعية –ترتبط برياضات الهوكي، والقذف، والشينتي، والباندي– سُجلت في ويلز لأول مرة في القرن الثامن عشر. تُمارس هذه اللعبة على مستوى كبير بين فرق تضم أكثر من ثلاثين لاعبًا يحمل كل واحد منهم باندو: عصا مقوسة تشبه تلك المستخدمة في هوكي الحقل. على الرغم من عدم وجود قواعد رسمية معروفة، كان الهدف من اللعبة ضرب الكرة بين علامتين تؤديان دور المرمى في طرفي الملعب. كانت هذه الرياضة شائعة في غلامورغان في القرن التاسع عشر، ولكنها اختفت مع نهاية القرن. تُعد هذه اللعبة الآن رياضة أقلية، وما تزال تُمارس في أجزاء من ويلز حيث أصبحت أحد تقاليد عيد الفصح.
ترتبط كرة اليد الويلزية (بالويلزية: بيل لاو) بكرة اليد الأيرلندية، والفايفز، وكرة الباسك، ولاحقًا كرة اليد الأمريكية، ويجري توثيقها باستمرار منذ العصور الوسطى. أتاحت شعبية الرياضات فرصًا للناس العاديين من خلال الجوائز المالية، والمكافآت، بل وحتى احتراف اللاعبين. وُصفت كرة اليد الويلزية بأنها «أول رياضة وطنية في ويلز».

## الرياضات في ويلز

### اتحاد الرغبي
تنص موسوعة ويلز على أن رياضة اتحاد الرغبي «ينظر إليها الكثيرون على أنها رمز للهوية الويلزية وتعبير عن الوعي الوطني».
شهد العصر المهني تغييرات رئيسية ومثيرة للجدل في البنية التقليدية لنادي الرغبي في ويلز. تشارك ويلز الآن في دوري الدرجة الأولى للرغبي مع اسكتلندا، وأيرلندا، وجنوب أفريقيا، وإيطاليا: دوري الـ14 الاحترافي. تُمثَّل ويلز بأربعة فرق إقليمية تشارك أيضًا في كأس أبطال أوروبا للرغبي وكأس التحدي الأوروبي للرغبي.
يشارك منتخب ويلز الوطني للرغبي في بطولة الأمم الستة السنوية وكأس العالم للرغبي. فاز المنتخب الوطني للسباعيات بكأس العالم لسباعيات الرغبي لعام 2009، وهو واحد من «الفرق الأساسية» الخمس عشرة في سلسلة العالم لسباعيات الرغبي السنوية.

### كرة القدم
اتحاد ويلز لكرة القدم هو هيئة كرة القدم في ويلز، ويدير الفرق الوطنية، والألعاب الترفيهية، ومنافسات الكأس الرئيسية. تقع حديقة التنين في نيوبورت، وهي مركز ويلز الوطني لتطوير كرة القدم.
طُوّرت كرة القدم في أواخر القرن التاسع عشر، وهي تنال حاليًا أكبر مشاركة من أي رياضة في ويلز. الفرق الأكثر نجاحًا هي كارديف سيتي، وسوانزي سيتي، ونيوبورت كاونتي، وريكسهام، وذا نيو سانتس. كان كارديف سيتي الأكثر نجاحًا في القرن العشرين، إذ فاز بكأس الاتحاد الإنجليزي في عام 1927، وأمضى 15 موسمًا في الدرجة الأولى من الدوري الإنجليزي القسم الأول. لعب سوانزي سيتي أيضًا في الدرجة الأولى، إذ لعب موسمين متتاليين في أوائل ثمانينيات القرن العشرين، وكان أول نادٍ ويلزي يفوز بترقية إلى الدوري الإنجليزي الممتاز في عام 2011. لعب نيوبورت كاونتي في الدرجة الثانية من نظام دوريات كرة القدم الإنجليزية ووصل إلى الدور ربع النهائي لكأس الكؤوس الأوروبية لكرة القدم 1981. فاز ريكسهام، وهو أحد أقدم أندية كرة القدم المتبقية في بريطانيا، بكأس ويلز 23 مرة ووصل إلى الدور ربع النهائي لكأس الكؤوس الأوروبية لكرة القدم 1976. تصدر ذا نيو سانتس الدوري الويلزي الممتاز ثلاث عشرة مرة، بما في ذلك المواسم الثمانية الماضية.
يترأس الدوري الويلزي الممتاز نظامَ دوريات كرة القدم الويلزية منذ عام 1992. أما المستوى الثاني تحت الدوري الويلزي الممتاز، فيتشاطره دوري ويلز الشمالية ودوري ويلز الجنوبية. ويوجد أدناه العديد من الدوريات الإقليمية. منافسات الكأس الرئيسية في ويلز هي كأس ويلز وكأس الدوري الويلزي الممتاز. على أي حال، تلعب خمسة نوادٍ ويلزية (سوانزي سيتي، وكارديف سيتي، ونيوبورت كاونتي، وريكسهام، وميرثير تاون) في نظام دوريات كرة القدم الإنجليزية، وذلك لأسباب تاريخية.